# Simple Authentication and Security Layer
SASL és un marc de treball per autenticació i autorització en protocols d'internet. Separa els mecanismes d'autenticació dels protocols de l'aplicació fent possible, en teoria, que qualsevol protocol d'aplicació que faci servir SASL utilitzi qualsevol mecanisme d'autenticació suportat per SASL. Malgrat que mitjançant SASL només es controla l'autenticació (i calen altres mecanismes --com per exemple TLS-- per xifrar el contingut que es transfereix), SASL ens permet un ús negociat del mecanisme escollit. La paraula és un acrònim anglès de Simple Authentication and Security Layer.
Un mecanisme SASL es modela com una successió de reptes i respostes. Entre els mecanismes definits per SASL hi ha:
- External, aquí l'autenticació és implícita en el context (p. ex. per protocol que ja usen IPsec o TLS)
- Anonymous per l'accés d'invitats no autentificats.
- Plain un mecanisme de contrasenya simple en text pla
- OTP pel sistema que va evolucionar de S/KEY i que està definit en RFC 2289
- NTLM
- Hi és previst suportar els mecanismes GSSAPI dins una família de noms de mecanismes.

Els protocols definixen la seva representació d'intercanvis SASL amb un perfil. Un protocol té un nom de servei com "ldap" en un registre compartit amb GSSAPI i Kerberos . Entre els protocols que ara mateix utilitzen SASL s'inclouen IMAP, LDAP, POP3, SMTP i XMPP.